# Cleveland bay
A Cleveland bay Anglia legrégibb lófajtája, Yorkshire, Cleveland és Észak-Riding vidékének őshonos fajtája.

## Története
A Cleveland bay őse az úgynevezett chapman ló, ezt a fajtát Északkelet-Angliában tenyésztették. Nagy-Britannia ősi pónifajtáival együtt a legrégebbi rögszilárd fajtának tekinthetjük. A chapman mellett még más lófajták is, mint az angol polgárháború idején behozott spanyol katonalovak is, szerepet játszottak a fajta kialakulásában. Az Észak-Afrikából behozott berber lovak is hatást gyakoroltak tulajdonságaik alakulására. Viszont ez a fajta teljesen mentes az angol telivér génjeitől.
A Cleveland bay egy szilárd konstrukciójú, stabil örökítésű lófajta. Emiatt Európában nagyon keresett fajta volt, nagy szerepet játszott a holsteini lófajta kialakulásában. Angol telivérrel keresztezve, a yorkshire coach lovat hozták létre belőle, melynek első fajtatörzskönyvét 1936-ban adták ki.

## Jellemzői
Rámás, erős csontozatú, kissé robusztusnak tűnő ló. Feje viszonylag nagy, de nem kötőszövetes, homloki orr része kissé domború, a spanyol lovakéra emlékeztető. Hatalmas nyakoldala van, közepes nyakkal, nyakillesztése szintén közepes. Marja hosszan a hátba nyúlik. 
Mellkasa elég dongás, kellő mélységű és hosszú. A háta nagyon erős, hosszú és feszes. Fara terjedelmes, hossza, szélessége, izmoltsága, nagy teljesítményre mutat. Szabályos állású végtagok és fejlett csánk és lábtő jellemzi.
Marmagassága 163 cm és 165 cm között, bottal mérve. Övmérete 200–210 cm között van, szárkörmérete 23 cm. Kizárólag pej színben tenyésztik, jegyek nélkül.

## Hasznosítása
Kiválóan tud nehéz talajon közlekedni, ezért igáslóként jól hasznosítható, fénykorában a legjobb kocsilóként tartották számon. Manapság elsőrendű sportlóként tartják számon, szilárd konstrukciójú testfelépítése és stabil ügetőképessége miatt.
Kiválóan alkalmas rókavadászatokra is.

## Fordítás
- Ez a szócikk részben vagy egészben  a   Cleveland Bay című angol Wikipédia-szócikk fordításán alapul.  Az eredeti cikk szerkesztőit annak laptörténete sorolja fel. Ez a jelzés csupán a megfogalmazás eredetét és a szerzői jogokat jelzi, nem szolgál a cikkben szereplő információk forrásmegjelöléseként.